# Antonio Muzzarelli
Antonio Muzzarelli (* 1744 in Bologna; † 7. August 1821 in Wien) war ein italienischer Tänzer und Choreograph.

## Leben
Ab 1791 war er Ballettmeister am Wiener Hoftheater. Seine Tochter war die Tänzerin Therese Muzarelli.